# Arenivaga grandiscanyonensis
Arenivaga grandiscanyonensis (лат.) — вид песчаных тараканов-черепашек рода Arenivaga из семейства Corydiidae (или Polyphagidae). Обнаружены в Северной Америке: Гранд-Каньон (округ Мохаве, Аризона, США).

## Описание
Среднего размера тараканы овально-вытянутой формы: длина тела около 18 мм; наибольшая ширина тела (GW) 9 мм; ширина пронотума (PW) около 5 мм; длина пронотума (PL) 4,28 мм. Соотношение длины тела к его наибольшей ширине у голотипа (TL/GW) 2,04. На голове два крупных выступающих оцеллия (0,35 × 0,25 мм). Основная окраска светло-коричневая. Пронотум полупрозрачный восково-бежевый; дорсальная поверхность пронотума с короткими оранжево-коричневыми волосками, которые немного толще латерально; пронотальный рисунок оранжево-коричневый («морда пантеры» с мало различимыми деталями). Arenivaga grandiscanyonensis может быть спутан с Arenivaga pagana, но его можно отличить по шагренированному шипу, дугообразно выходящему вперед из центрального поля правого дорсального фалломера.
Все элементы жизненной истории остаются неисследованными. Питаются, предположительно, как и другие виды своего рода, микоризными грибами, листовым детритом пустынных кустарников и семенами, собранными млекопитающими. В надземных условиях живут только крылатые самцы (отличаются ярко выраженным половым диморфизмом: самки рода Arenivaga бескрылые, внешне напоминают мокриц). Вид был впервые описан в 2014 году американским энтомологом Хейди Хопкинсом (Heidi Hopkins)..